# 전노민
전노민(본명: 전재룡, 1966년 8월 28일 ~ )은 대한민국의 배우이다.

## 학력
- 성균관대학교 (연극학과 / 석사)

## 출연작

### 드라마
- 1992년 SBS 18부작 소설극장 《해빙기의 아침》 ... 신환준 역
- 1997년 MBC 설날특집극 《강릉 가는 옛길》
- 1997년 MBC 미니시리즈 《별은 내 가슴에》 ... 연이의 디자이너 사무실 직원 역
- 1997년 MBC 청춘시트콤 《남자 셋 여자 셋》 ... 1997년 여름 방학 특집 문화대 라디오 학업 독려 방송에 나온 문화대학교 중국어학과 졸업자 전재룡 역으로 목소리 출연(카메오)
- 1997년 MBC 8부작 금요 청춘드라마 《레디 고!》
- 1998년 MBC 특별기획 메디컬드라마 《해바라기》
- 1999년 MBC 아침드라마 《아름다운 선택》
- 2001년 KBS2 금요 시츄에이션 드라마 《부부클리닉 사랑과전쟁- 사기결혼 편》 ... (특별출연)
- 2001년 MBC 미니시리즈 《호텔리어》 ... 검찰 수사지휘 간부 역
- 2002년 MBC 아침드라마 《내 이름은 공주》 ... 백민수 역
- 2002년 SBS 아침연속극 《얼음꽃》 ... 김상만 역
- 2002년 KBS2 일일드라마 《결혼합시다》 ... 강민기 역
- 2003년 MBC 소설극장 《성녀와 마녀》 ... 허세준 역
- 2004년 SBS 월화드라마 《섬마을 선생님》 ... 변호사 역
- 2004년 MBC 특별기획드라마 《영웅시대》 ... 성동민 역
- 2004년 MBC 단막극 《MBC 베스트극장 - 남편은 파출부》 ... 장군 역
- 2006년 SBS 주말 특별기획 드라마 《사랑과 야망》 ... 장홍조 역
- 2007년 MBC 저녁 일일연속극 《나쁜 여자 착한 여자》 ... 김태현 역
- 2008년 MBC DRAMA NET 수요 미니시리즈 《전처가 옆방에 산다》 ... 김대석 역
- 2008년 KBS2 월화드라마 《최강칠우》 ... 민승국 역
- 2008년 SBS 창사특집 3부작 단막극 《압록강은 흐른다》 ... 안봉근 역
- 2008년 ~ 2009년 SBS 주말 특별기획 드라마 《가문의 영광》 ... 하수영 역
- 2009년 MBC 창사48주년 특별기획드라마 《선덕여왕》 ... 미실의 정부, 설원 역
- 2011년 MBC 수목 미니시리즈 《로열 패밀리》 ... 정가원 수석집사, 엄기도 역
- 2011년 MBC 월화 특별기획 라마 《계백》 ... 성충 역
- 2011년 SBS 대기획 《뿌리깊은 나무》 ... 정도광 역
- 2011년 채널 A 수목 특별기획 미니시리즈 《총각네 야채가게》 ... 목인범 역
- 2012년 MBC 주말 특별기획 대하드라마 《무신》 ... 문대 역
- 2012년 JTBC 수목 미니시리즈 《러브 어게인》 ... 정선규 역
- 2012년 SBS 월화드라마 《추적자 THE CHASER》 ... 서영욱 역 (특별출연)
- 2012년 KBS2 HD 특별기획 드라마 《각시탈》 ... 담사리 역
- 2012년 SBS 주말 특별기획 드라마 《다섯 손가락》 ... 김정욱 역
- 2012년 MBC 월화 특별기획 드라마 《마의》 ... 강도준 역
- 2012년 SBS 주말 특별기획 드라마 《청담동 앨리스》 ... 장명호 역 (특별출연)
- 2013년 KBS2 주말연속극 《내 딸 서영이》 ... 배영태 역
- 2013년 tvN 월화 미니시리즈 《나인: 아홉 번의 시간여행》 ... 박정우 역
- 2013년 MBC 저녁 일일연속사극 《구암 허준》 ... 선조 역
- 2013년 JTBC 월화 미니시리즈 《그녀의 신화》 ... 최수호 역
- 2013년 MBC 수목 미니시리즈 《메디컬 탑팀》 ... 김태형 역 (특별출연)
- 2013년 MBC 단막극 《드라마 페스티벌 - 수사부반장》 ... 중식 부 역
- 2014년 tvN 월화 미니시리즈 《마녀의 연애》 ... 김정도 역
- 2014년 KBS2 저녁 일일연속극 《뻐꾸기 둥지》 ... 배찬식 역
- 2014년 tvN 일요 미니시리즈 《삼총사》 ... 최명길 역
- 2014년 SBS 2부작 주말 미니시리즈 《엄마의 선택》 ... 오승일 역
- 2014년 JTBC 금토 미니시리즈 《하녀들》 ... 국유 역
- 2015년 KBS2 월화 드라마 《후아유 - 학교 2015》 ... 공재호 역
- 2015년 SBS 저녁 일일드라마 《돌아온 황금복》 ... 강태중 역
- 2015년 SBS 월화 특별기획 드라마 《육룡이 나르샤》 ... 홍인방 역
- 2016년 tvN 금토 미니시리즈 《기억》 ... 이찬무 역
- 2016년 SBS 2부작 수요 미니시리즈 《나청렴의원 납치사건》 ... 박인구 사장 역
- 2016년 SBS 드라마스페셜 《딴따라》 ... 이준석 역
- 2016년 MBC 저녁 일일드라마 《다시 시작해》 ... 이태성 역 (본작의 메인 빌런이자 최종 보스)
- 2017년 MBC 3부작 목요 미니드라마 《세가지색 판타지 - 반지의 여왕》 ... 모중헌 역
- 2017년 MBC 수목 특별기획 드라마 《군주 - 가면의 주인》 ... 한규호 역
- 2017년 MBC 수목 미니시리즈 《병원선》 ... 김도훈 역
- 2017년 KBS2 주말연속극 《황금빛 내 인생》 ... 최재성 역
- 2017년 KBS2 월화 미니시리즈 《마녀의 법정》 ... 송 차장 역
- 2017년 SBS 월화 특별기획 드라마 《의문의 일승》 ... 진정길 역
- 2018년 KBS2 수목 미니시리즈 《슈츠》 ... 오병욱 역 (특별출연)
- 2018년 MBC 저녁 일일드라마 《비밀과 거짓말》 ... 신명준 역
- 2018년 MBC 월화 미니시리즈 《사생결단 로맨스》 ... 차정태 역
- 2019년 SBS 금토 미니시리즈 《의사요한》 ... 강이수 역
- 2019년 OCN 수목 미니시리즈 《달리는 조사관》 ... 이정수 역
- 2020년 JTBC 금토 미니시리즈 《이태원 클라쓰》 ... 도중명 역 (특별출연)
- 2020년 SBS 금토 특별기획 드라마 《더 킹 : 영원의 군주》 ... 최기태 함장 역 (특별출연)
- 2020년 JTBC 화요드라마 《라이브온》 ... 고은택의 아버지 역 (특별출연)
- 2021년 TV조선 《결혼작사 이혼작곡》 ...  박해륜 역
- 2021년 TV조선 《결혼작사 이혼작곡 2》 ...  박해륜 역
- 2022년 TV조선 《결혼작사 이혼작곡 3》 ...  박해륜 역
- 2022년 tvN 수목드라마 《킬힐》 ... 최인국 역
- 2022년 KBS2 월화드라마 《법대로 사랑하라》... 김승운 역
- 2022년 KBS2 주말드라마 《삼남매가 용감하게》 ... 김명재 역 (특별출연)
- 2023년 KBS2 월화드라마 《오아시스》 ... 황충성 역
- 2023년 TV조선 토일드라마 《아씨두리안》 ... 단치강 / 김 진사 역
- 2023년 MBC 일일드라마 《세 번째 결혼》 ... 왕제국 역(†) (본작의 진 최종 보스)
- 2023년 MBN 토요드라마 《완벽한 결혼의 정석》 ... 한진웅 역
- 2025년 MBC 일일드라마 《태양을 삼킨 여자》 ... 민두식 역

### 영화
- 2003년 《써클》 ... 윤병두 변호사/태수 역
- 2010년 《인플루언스》 ... 앵커 김우경 역
- 2011년 《우리 이웃의 범죄》 ... 정인수 역
- 2011년 《적과의 동침》 ... 인민군 연대장 역(특별출연)
- 2012년 《현의 노래》 ... 인민군 연대장 역(특별출연)
- 2014년 《왓니껴》 ... 기주 역
- 2016년 《위대한 소원》 ... 고환 부 역
- 2018년 《여중생A》 ... 백합 아빠(특별출연)
- 2019년 《기방도령》 ... 노년 허색 역
- 2021년 《보는 것을 사랑한다》 (다큐멘터리)
- 2022년 《스텔라》 ... 영배 부 역(†)
- 2023년 《30일》 ... 조양조 박사 역 (특별출연)
- 2025년 《파과》 ... 심 회장 역(†) (75회 베를린국제영화제)

### 방송
- 2023년 KBS2 《옥탑방의 문제아들》- 게스트 246회

### 연극
- 2010년  《추적》
- 2016년  《민들레 바람되어》

### 광고
- 1996년 : 공익광고협의회 바를 정자
- 2002년 : KEB하나은행
- 2008년 : 광동제약 썬키스트쥬스
- 2009년 : 교보생명 유니버셜생명보험

### MC
- 2007년 SBS 《사기예방프로젝트 트릭》

## 경력사항
| 연도  | 활동내용                             | 비고 |
| ----- | ------------------------------------ | ---- |
| 2009  | 제11회 서울국제청소년영화제 홍보대사 |      |
| 2009. | 경상북도 관광홍보대사                |      |
| 2011  | 행복나눔 N 캠페인 홍보대사           |      |

## 수상 및 후보
| 연도 | 시상식                      | 부문                             | 작품          | 결과 |
| ---- | --------------------------- | -------------------------------- | ------------- | ---- |
| 2006 | SBS 연기대상                | 연속극부문 조연상                | 사랑과 야망   | 수상 |
| 2010 | 제19회 부일영화상           | 베스트드레서상                   | 빈칸          | 수상 |
| 2012 | 제20회 대한민국문화연예대상 | 드라마부문 남자 우수연기상       | 빈칸          | 수상 |
| 2012 | SBS 연기대상                | 주말·연속극부문 남자 특별연기상  | 다섯 손가락   | 후보 |
| 2015 | SBS 연기대상                | 장편드라마부문 남자 특별연기상   | 육룡이 나르샤 | 후보 |
| 2016 | MBC 연기대상                | 연속극부문 남자 최우수연기상     | 다시 시작해   | 후보 |
| 2016 | SBS 연기대상                | 로맨틱코미디부문 남자 우수연기상 | 딴따라        | 후보 |
| 2017 | 제10회 코리아드라마페스티벌 | 남자 우수연기상                  | 군주          | 수상 |
| 2018 | MBC 연기대상                | 연속극부문 조연상                | 비밀과 거짓말 | 수상 |